# Pseudagrion torridum
Pseudagrion torridum – gatunek ważki z rodziny łątkowatych (Coenagrionidae).